# Bloedbad van Abbeville
Het Bloedbad van Abbeville was een gebeurtenis op 20 mei 1940, aan het begin van de Tweede Wereldoorlog, in de Franse stad Abbeville.

## Administratief geïnterneerden
Bij de Duitse inval hadden de Belgische autoriteiten tussen 10 en 15 mei een aantal verdachten ("vijandige Belgen en vijandelijke buitenlanders") opgepakt in opdracht van de auditeur-generaal Walter Ganshof van der Meersch. "Het is duidelijk dat men heel onverantwoord en willekeurig te werk is gegaan bij de arrestaties. Ze hebben zomaar wat mensen opgehaald: uit wraak, uit jaloezie, om hun politieke overtuigingen, hun Joodse afkomst of wegens hun buitenlandse nationaliteit" volgens overlevende Gaby Warris. Deze administratief geïnterneerden werden opgesloten in 't Pandreitje, de toenmalige gevangenis van Brugge. Onder hen bevonden zich onder anderen Joris van Severen en Léon Degrelle. Ondanks vergeefse pogingen van bevriende parlementsleden om Van Severen vrij te krijgen, werd hij met Degrelle en 77 anderen op 15 mei 1940 naar Frankrijk gedeporteerd. In tegenstelling tot de andere verdachten die met "spooktreinen" werden afgevoerd, werd dit gemengd gezelschap (twee aan twee geboeid) in drie autobussen via Oostende naar Duinkerke gereden, waar Degrelle uit de groep gehaald werd. In de studie 'Dossier Abbeville' komen de achtergronden van alle 'verdachte' personen uitgebreid aan bod. Tot de 21 Belgen behoorden ook Rexist René Wéry, Verdinaso-lid Jan Rijckoort (rechterhand van Van Severen) en VNV'er Van Gijsegem. Onder de groep bevonden zich ook 18 Joden, veertien Duitsers, een aantal Belgische communisten (Caestecker, Monami en Van Dijcke), Italiaanse antifascisten en twee Belgen die voor de Duitse Abwehr (contraspionage) werkten (De Bruyn en Vanderkelen).

## Executie

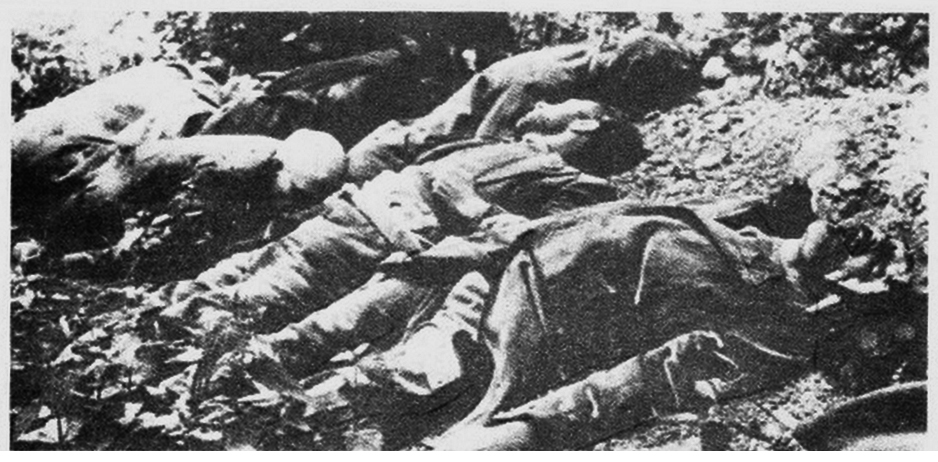
Het bloedbad van Abbeville - de lichamen van Jan Rijckoort, Joris Van Severen, Lucien Monami, René Wéry en twee Italianen

Drie dagen later, op 19 mei, werd de hele groep naar Abbeville gevoerd en opgesloten onder de muziekkiosk op het Marktplein. Toen in de nacht van 19 op 20 mei de stad Abbeville vanuit de lucht door Duitse eskaders zwaar gebombardeerd werd, dachten de Franse bewakers dat de gevangenen bevrijd zouden worden door de Duitsers. Zij besloten in de middag van 20 mei dat het beter was ze te executeren. Eenentwintig gevangenen werden op bevel van de Franse kapitein Dingeon, die plaatscommandant van Abbeville was, uit de kioskkelder gehaald, tegen de muur gezet en zonder proces doodgeschoten. Een vrouw, Maria Geerolf-Ceuterick, werd met bajonetsteken gedood. Zij was per vergissing gearresteerd in plaats van haar schoonzoon, de in Brugge wonende Nederlandse architect Ernst Warris. De executies eindigden door toedoen van luitenant Leclabart, die ten slotte arriveerde en de slachtpartij kon stoppen. Onder de 21 slachtoffers van zes verschillende nationaliteiten waren acht Belgen. Van Severen en Rijckoort waren twee van de doden.

## Duits vonnis
In januari 1942 stonden luitenant René Caron en sergeant Émile Molet terecht voor de Duitse krijgsraad van Parijs. Ze kregen de doodstraf en werden op 7 april terechtgesteld op Mont Valérien. Kapitein Marcel Dingeon was ontkomen naar de zone libre, waar hij te Pau zelfmoord had gepleegd.

## Slachtoffers
| - Duitsland - Paul Günther, rekruteerder voor de Abwehr in Düsseldorf, - Jozef Höld - Gilbert Klinzner - Ludwig Wächter - België - Louis Caestecker, communist - Maria Geerolf-Ceuterick, gearresteerd in plaats van haar schoonzoon Ernst Warris - Jean Henri De Bruyn, Abwehr spion - Lucien Monami, communist, gemeenteraadslid van Sint-Gillis - Jan Ryckoort, rechterhand van Van Severen - Hector Vanderkelen, Abwehr spion - Joris Van Severen, stichtend voorzitter van Verdinaso - René Wéry, rexist | - Canada - Robert Bell, coach van het Duitse nationale ijshockeyteam. - Hongarije - Miguel Sonin-Garfunkel, jood, veteraan van de Spaanse Burgeroorlog. - Italië - Ferrucio Bellumat, beruchte antifascist en oplichter. Hij werd veroordeeld in Italië en in Frankrijk, waaruit hij werd verdreven. Daarna verhuisde hij naar België. - Luigi Lazzarelli, leider van de PSI in België. - Giuseppe Mantella. - Mirko Taccardi. - Nederland - Willem van de Loo, Abwehr agent. - Johannes van der Plas. - Tsjecho-Slowakije - Léon Hirschfeld, jood, schizofreen, werd gearresteerd in Geel omdat hij Duits sprak. |